# Hella (Troms)
Hella est une localité du comté de Troms, en Norvège.

## Géographie
Administrativement, Hella fait partie de la kommune de Tromsø.